# Троубриџ Парк (Мичиген)
Троубриџ Парк (енгл. Trowbridge Park) насељено је место без административног статуса у америчкој савезној држави Мичиген.

## Демографија
По попису из 2010. године број становника је 2.176, што је 164 (8,2%) становника више него 2000. године.
| Група             | 2000.         | 2010.         |
| Белци             | 1.903 (94,6%) | 2.028 (93,2%) |
| Афроамериканци    | 0 (0,0%)      | 10 (0,5%)     |
| Азијати           | 24 (1,2%)     | 9 (0,4%)      |
| Хиспаноамериканци | 9 (0,4%)      | 19 (0,9%)     |
| Укупно            | 2.012         | 2.176         |